# Warangal (huyện)
Huyện Warangal là một huyện cũ thuộc bang Andhra Pradesh, Ấn Độ. Thủ phủ huyện Warangal đóng ở Warangal. Huyện Warangal có diện tích 12846 ki lô mét vuông. Đến thời điểm năm 2001, huyện Warangal có dân số 3231174 người.
Từ tháng 10 năm 2016, huyện này được tách ra thành 5 huyện mới là Warangal Urban, Warangal Rural, Jangaon, Jayashanker và Mahabubabad, thuộc bang Telangana.